# Doubravice (okres Strakonice)
Doubravice (j.č., tedy: ta Doubravice, do Doubravice, v Doubravici) je obec v okrese Strakonice v Jihočeském kraji. Leží zhruba deset kilometrů jižně od Blatné a deset kilometrů severozápadně od Strakonic. Žije v ní 253 obyvatel.

## Historie
První písemná zmínka o obci pochází z roku 1357, kdy Vilém Bavor, vlastník strakonického panství, dal svému příbuznému Baškovi z Blatné vsi Doubravici a Třebohostice.

## Obyvatelstvo
| Rok            | 1869 | 1880 | 1890 | 1900 | 1910 | 1921 | 1930 | 1950 | 1961 | 1970 | 1980 | 1991 | 2001 | 2011 | 2021 |
| -------------- | ---- | ---- | ---- | ---- | ---- | ---- | ---- | ---- | ---- | ---- | ---- | ---- | ---- | ---- | ---- |
| Počet obyvatel | 478  | 550  | 528  | 510  | 518  | 507  | 460  | 340  | 362  | 337  | 294  | 268  | 249  | 249  | 261  |
| Počet domů     | 91   | 92   | 91   | 96   | 97   | 96   | 96   | 97   | 89   | 83   | 76   | 80   | 103  | 109  | 111  |

## Obecní správa

### Místní části
Obec Doubravice se skládá ze dvou částí na dvou katastrálních územích.
- Doubravice (k. ú. Doubravice u Strakonic)
- Nahošín (i název k. ú.)

Od 14. června 1964 do 31. prosince 1991 k obci patřily i Lažany.

### Obecní symboly
Znak a vlajka byly obci uděleny rozhodnutím předsedy Poslanecké sněmovny Parlamentu České republiky dne 25. března 2005.

## Pamětihodnosti
- Usedlost čp. 41 (kulturní památka ČR)
- Přírodní rezervace Kovašínské louky asi jeden kilometr severozápadně od obce

## Galerie

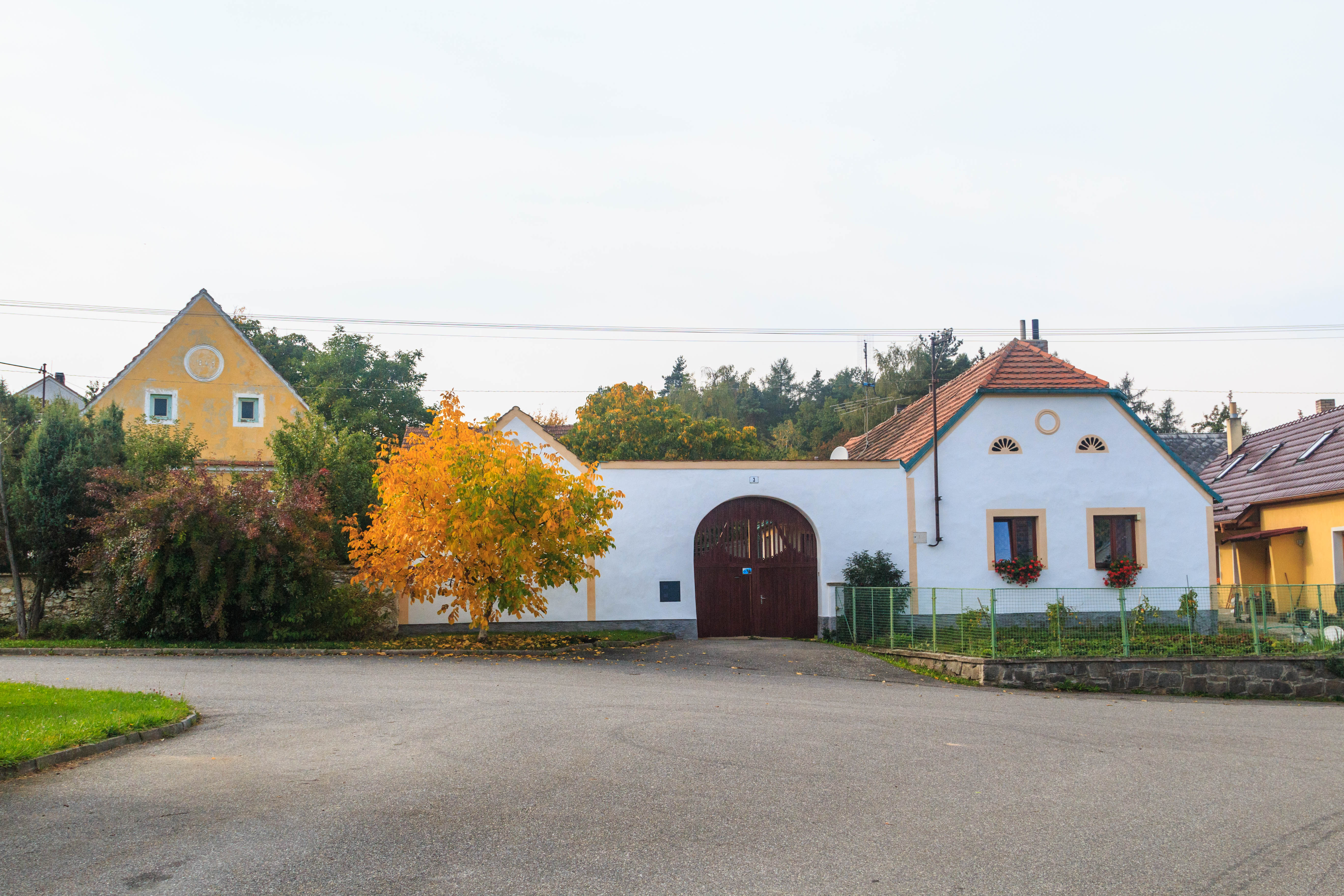
Dům čp. 3
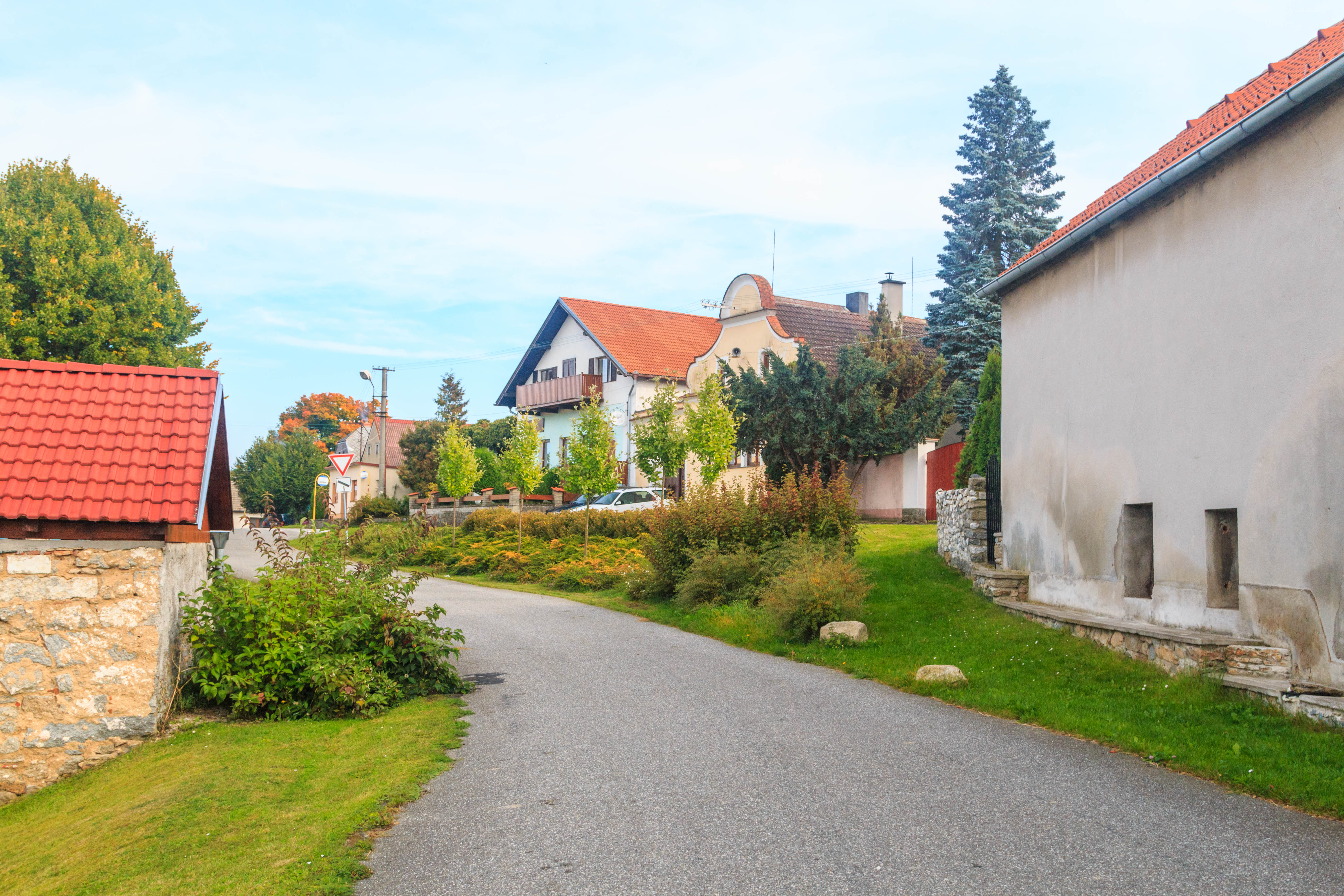
Dům čp. 42
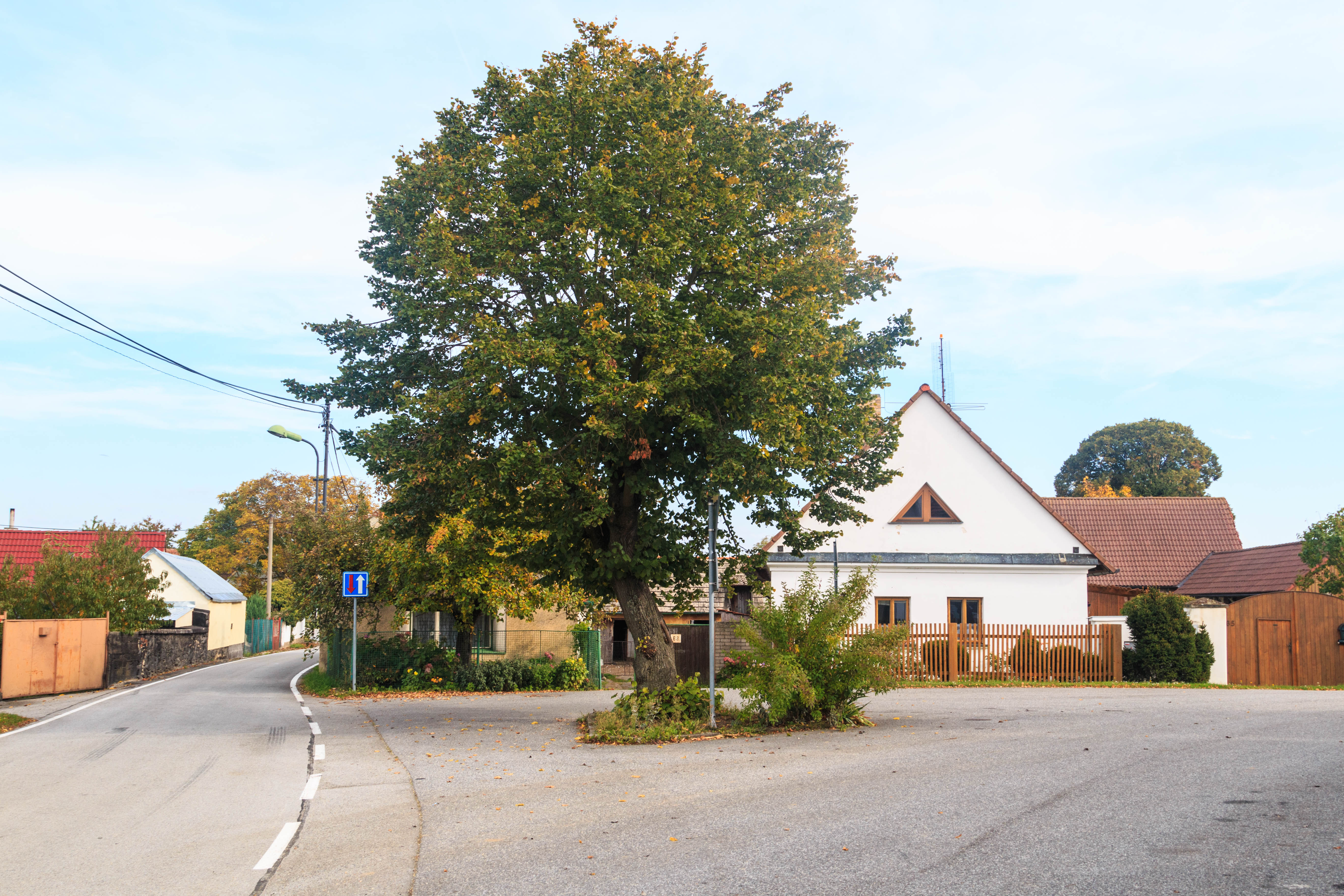
Dům čp. 63
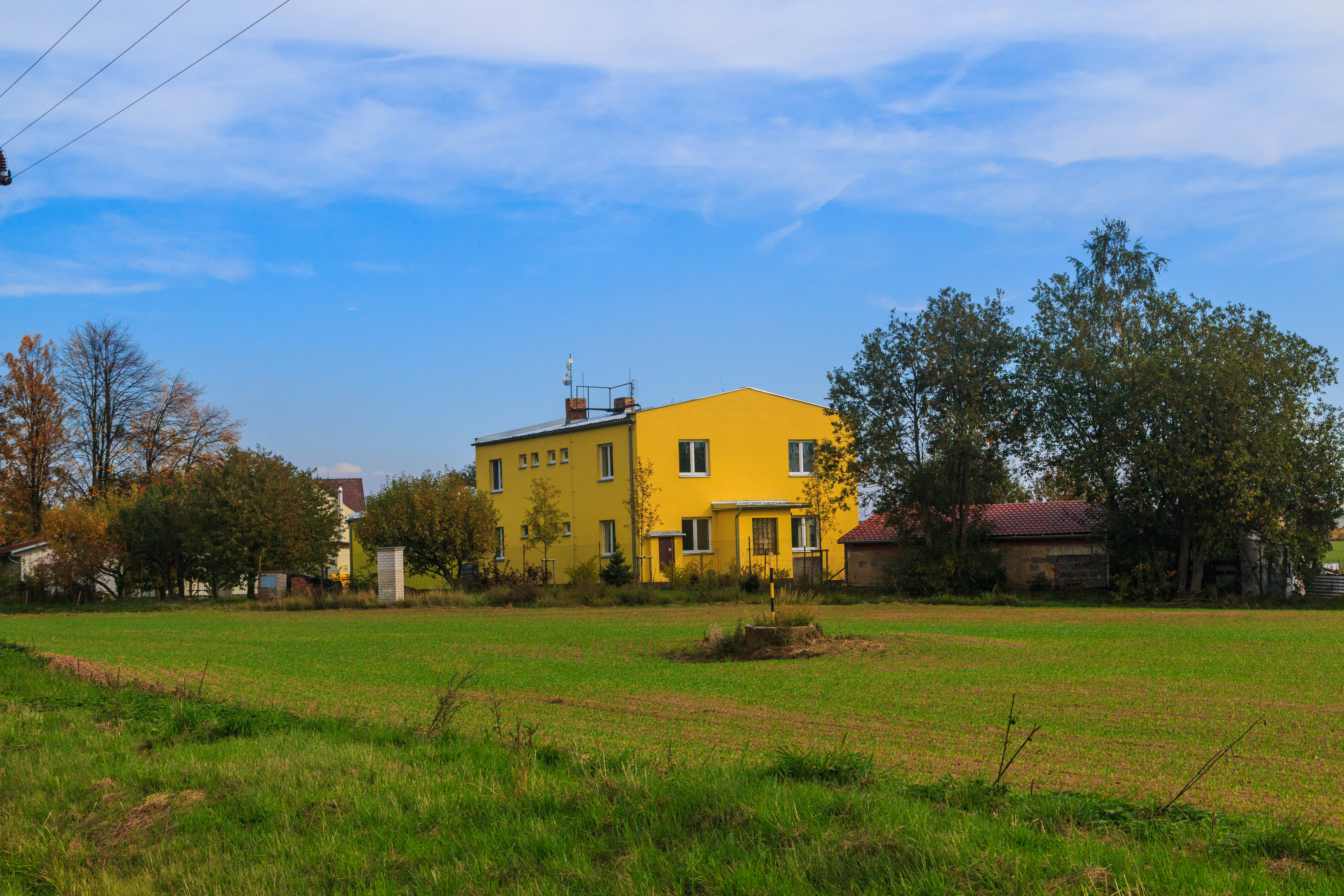
Mateřská škola